# Kunszentmiklósi kistérség
A Kunszentmiklósi kistérség kistérség Bács-Kiskun megyében, központja: Kunszentmiklós.

## Települései
| Apostag        | Dunaegyháza   | Dunavecse        | Kunadacs | Kunpeszér |
| Kunszentmiklós | Szabadszállás | Szalkszentmárton | Tass     | Újsolt    |